# 164268 Hajmási
164268 Hajmási è un asteroide della fascia principale. Scoperto nel 2004, presenta un'orbita caratterizzata da un semiasse maggiore pari a 2,3102838 UA e da un'eccentricità di 0,1404656, inclinata di 3,27742° rispetto all'eclittica.